# Técnica analítica
Una técnica analítica es un método que se utiliza para determinar la concentración de un compuesto químico o un elemento químico. Existe una amplia variedad de técnicas utilizadas para el análisis, desde el pesaje simple (análisis gravimétrico) hasta la valoración (valorador) hasta técnicas muy avanzadas que utilizan instrumentos altamente especializados. Las técnicas más comunes utilizadas en química analítica son las siguientes: 
- Titrimetría, basada en la cantidad de reactivo necesario para reaccionar con el analito.
- Métodos electroanalíticos, incluyendo la potenciometría y la voltametría.
- Espectroscopia, basada en la interacción diferencial del analito junto con la radiación electromagnética.
- Cromatografía, en la cual el analito se separa del resto de la muestra para que pueda medirse sin interferencia de otros compuestos.
- Análisis gravimétrico.
- Microscopia.
- Química radioanalítica.

Hay muchas más técnicas que tienen aplicaciones especializadas, y dentro de cada técnica analítica principal hay muchas aplicaciones y variaciones de las técnicas generales. 